# Sayuri Yamaguchi
Sayuri Yamaguchi (jap. 山口 小百合, Yamaguchi Sayuri; * 25. Juli 1966 in der Präfektur Shizuoka) ist eine ehemalige japanische Fußballspielerin.

## Karriere

### Verein
Sie begann ihre Karriere bei Shimizudaihachi SC, wo sie von 1981 bis 1988 spielte. 1989 folgte dann der Wechsel zu Suzuyo Shimizu FC Lovely Ladies. Sie trug 1989 zum Gewinn der Nihon Joshi Soccer League bei. 1996 folgte dann der Wechsel zu Tasaki Perule FC. 

### Nationalmannschaft
Im Jahr 1981 debütierte Yamaguchi für die japanischen Nationalmannschaft. Sie wurde in den Kader der Fußball-Weltmeisterschaft der Frauen 1991 berufen.  Insgesamt hat sie 29 Länderspiele für Japan bestritten.

## Errungene Titel

### Mit Vereinen
- Nihon Joshi Soccer League: 1989

### Persönliche Auszeichnungen
- Nihon Joshi Soccer League Best XI: 1989, 1991, 1992, 1993